# Капурсо (город)
Капурсо (итал. Capurso) — коммуна в Италии, располагается в регионе Апулия, в провинции Бари.
Население составляет 14 976 человек (2008 г.), плотность населения составляет 1026 чел./км². Занимает площадь 14 км². Почтовый индекс — 70010. Телефонный код — 080.
Покровителями коммуны почитаются Пресвятая Богородица (Санта-Мария-дель-Поццо), празднование в последнее воскресение августа, и святой Иосиф, празднование в последнее воскресение мая.

## Демография
Динамика населения:

## Администрация коммуны
- Официальный сайт: https://web.archive.org/web/20040924151546/http://www.comune.capurso.ba.it/